# Mount Rainier
Mount Rainier lub Mount Tahoma (Tacoma) – stratowulkan w USA, położony 87 km na południowy wschód od Seattle, w stanie Waszyngton. Jest to najwyższy szczyt Gór Kaskadowych, a także najwyższy punkt w stanie Waszyngton. Leży w hrabstwie Pierce, na terenie parku narodowego Mount Rainier. Nazwa pochodzi od nazwiska brytyjskiego admirała Petera Rainiera. Uhonorował go w ten sposób kapitan George Vancouver, który badając pacyficzne wybrzeża Ameryki Północnej 8 maja 1792 roku odkrył szczyt dla Europejczyków.
Pierwszego wejścia na szczyt dokonali Hazard Stevens i P.B. Van Trump w 1870 r.
Ostatnia erupcja miała miejsce w listopadzie i grudniu 1894 r., natomiast ostatnia aktywność sejsmiczna w 1969 r.
Mount Rainier był także główną inspiracją dla nazwy szóstego albumu studyjnego Alice in Chains Rainier Fog oraz tytułowego utworu z 2018